# Gomphotherium
Gomphotherium là một chi tuyệt chủng trong Bộ Có vòi, phát triển trong thế Miocen sớm ở Bắc Mỹ trong khoảng 13,650-3,6 Ma.
Chúng di cư vào châu Á, châu Âu và châu Phi sau mực nước biển hạ thấp (có thể là trong thế Tortonian) cho phép chúng vượt qua. Nó sống sót vào thế Pliocen, và hóa thạch của chúng cũng được tìm thấy ở Chile, Pháp, Đức, Áo, Kansas, Tennessee, Pakistan và Kenya,Kenya và Bosnia và Herzegovina.
Gomphotherium có các tên đồng nghĩa khác như Trilophodon, Tetrabelodon, hoặc Serridentinus. Khi đứng nó cao khoảng 3 m (9,8 ft), nặng 4-5 tấn và rất giống với voi hiện đại.